# Marija Andrejewna Moch
Marija Andrejewna Moch (russisch Мария Андреевна Мох; englische Schreibweise Maria Mokh; * 4. November 1990) ist eine ehemalige russische Tennisspielerin.

## Karriere
Moch spielte vor allem bei Turnieren der ITF Women’s World Tennis Tour, wo sie einen Titel im Einzel und zwei im Doppel gewinnen konnte.

## Turniersiege

### Einzel
| Nr. | Datum         | Turnier | Kategorie   | Belag     | Finalgegnerin     | Ergebnis       |
| --- | ------------- | ------- | ----------- | --------- | ----------------- | -------------- |
| 1.  | 21. Juni 2009 | Gausdal | ITF $10.000 | Hartplatz | Victoria Larrière | 5:7, 6:3, 7:65 |

### Doppel
| Nr. | Datum            | Turnier   | Kategorie   | Belag             | Partnerin             | Finalgegnerinnen                    | Ergebnis |
| --- | ---------------- | --------- | ----------- | ----------------- | --------------------- | ----------------------------------- | -------- |
| 1.  | 9. Juli 2011     | Izmir     | ITF $50.000 | Sand              | Anastasia Mukhametova | Alexandra von Schmidt Monika Tumova | 6:1, 6:3 |
| 2.  | 26. Oktober 2013 | Stockholm | ITF $10.000 | Hartplatz (Halle) | Eva Paalma            | Emma Ek Zuzana Luknárová            | 6:2, 6:2 |